# ريتشارد فون كودينهوف كاليرجي
ريتشارد نيكولاس إيجيرو، كونت كودنهوف كاليرجي (بالإنجليزية: Richard Nikolaus Eijiro, Count of Coudenhove-Kalergi)‏ (16 نوفمبر 1894 - 27 يوليو 1972) هو سياسي نمساوي - ياباني وفيلسوف وكونت كودنهوف كاليرجي. وهو من رواد التكامل الأوروبي، شغل منصب الرئيس المؤسس لاتحاد البانوروبين لمدة 49 عامًا. كان والده هنريش فون كودنهوف كاليرجي، دبلوماسي نمساوي-مجري، ووالدته ميتسوكو أوياما، ابنة تاجر نفط وتاجر تحف ومالك رئيسي للأراضي في طوكيو. كان اسم طفولته في اليابان أوياما إيجيرو. أصبح مواطن تشيكوسلوفاكي في عام 1919 ثم حصل على الجنسية الفرنسية من عام 1939 حتى وفاته.